# 無理だ!決定盤〜YOU CAN NOT DO THAT〜
「無理だ!決定盤（YOU CAN NOT DO THAT）」（むりだ!けっていばん・ユー・キャン・ ノット・ドゥ・ザット）は、1985年5月22日に発売された爆風スランプ3枚目のシングル（12インチ・シングル）。

## 解説
ファースト・アルバム『よい』収録「無理だ!〜YOU CAN NOT DO THAT〜」のロング・ヴァージョンとして制作された。同作のCDのみボーナス・トラックで収録。
非常に早いテンポのロックサウンドとラップ調のメロディー、「無理だ」や「出来るもんならやってみな」等の辛辣な歌詞が特徴。
歌詞に不適切部分（性行為的な言葉が含まれている箇所）があったためNHKで放送禁止曲となった。
歌詞に「こんなレコード出したってベストテンには出られない」という部分があるが、1985年6月13日放送回「今週のスポットライト」のコーナーに出演、披露した。
ミュージック・ビデオではメンバーが『西遊記』の登場人物に扮している。
キリンビバレッジ「FIRE」の2007年放送CMで大泉洋が「無理だ!〜YOU CAN NOT DO THAT〜」替え歌「挽きたての歌」を歌唱。演奏にパッパラー河合が参加。
B面2曲目「ちゃんちゃらおかP音頭」は『サンプラザ中野のオールナイトニッポン』から生まれた歌。1コーラスのみ歌われたアコースティック・ヴァージョンで、33 1/3r.p.m.相当の速度でカッティングされており、レーベルに規定された45r.p.m.でかけるとピッチとキーが上がって聞こえる。同年11月1日に新録音で「ちゃんちゃらおかP音頭」シングルが発売された。
A面は「聞いてくだサイド」、B面は「いいかげんにしなサイド」の別名がつけられている。

## 収録曲
1. 無理だ！決定盤（YOU CAN NOT DO THAT） - A面
作詞・編曲：爆風スランプ　作曲：江川ほーじん
2. えらいこっちゃ - B面1曲目
作詞：サンプラザ中野/ファンキー末吉　作曲：ファンキー末吉　編曲：爆風スランプ
3. ちゃんちゃらおかP音頭 - B面2曲目
作詞・作曲：サンプラザ中野（レーベルでの表記。後の新録音シングルではラジオのリスナーから募集した歌詞が追加され、作詞・作曲名義が「こぼうず隊」に改められている）

## 収録アルバム
- よい (#1)
- SINGLES (#1)
- GOLDEN☆BEST 爆風スランプ ALL SINGLES (#1)